# Klotingen
Klotingen – wieś w gminie Welver w powiecie Soest, w kraju związkowym Nadrenia Północna-Westfalia, w rejencji Arnsberg.

## Demografia
Według spisu ludności z końca 2024 roku, w Klotingen mieszkało 305 mieszkańców, z czego 154 to mężczyźni, a 151 kobiety.

## Geografia

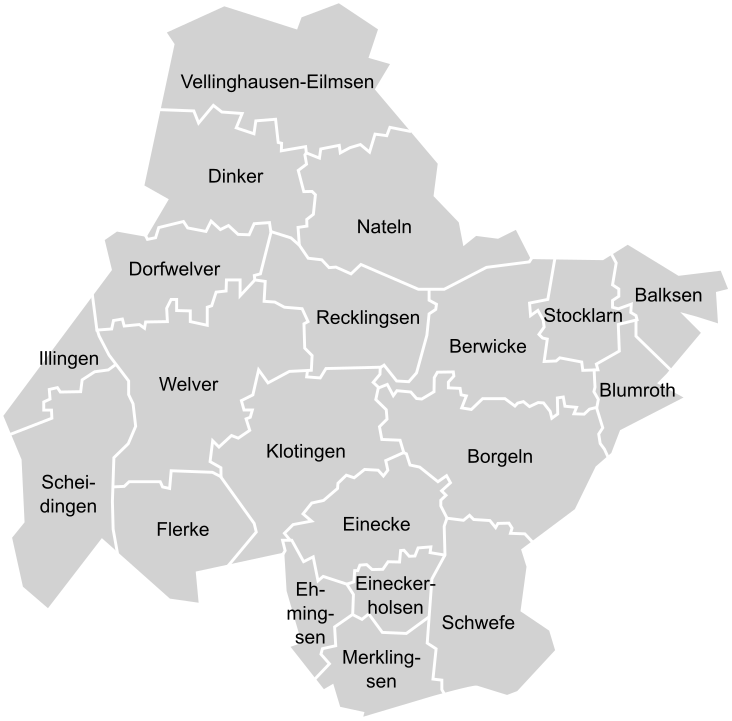
Dzielnice gminy Welver

Klotingen mierzy powierzchnię 6,10 km². Najwyższy punkt w Klotingen dosięga wysokość 98,07 m n.p.m..
Dzielnica leży w południowej części gminy i graniczy z siedmioma innymi dzielnicami: Recklingsen, Berwicke, Borgeln, Einecke, Ehningsen, Flerke i Welver.

## Etymologia
Nazwa wsi oznacza "Osiedle na wzniesieniu" (niem. Siedlung auf einer erhöhten Stelle).

## Historia
Pierwsza wzmianka o Klotingen pochodzi z 1096 roku. Wówczas wieś nazywała się Closcinge. W tym właśnie roku arcybiskup Kolonii, Hermann III, podarował klasztorowi Siegburg majątek w Klotingen.

### Reorganizacja gmin
W ramach reorganizacji gmin 1 lipca 1969 roku Klotingen wraz z 20 innymi miejscowościami stało się częścią nowej gminy Welver.

## Polityka
Burmistrzem Klotingen jest Hendrik Hanisch.